# Cardinalis cardinalis

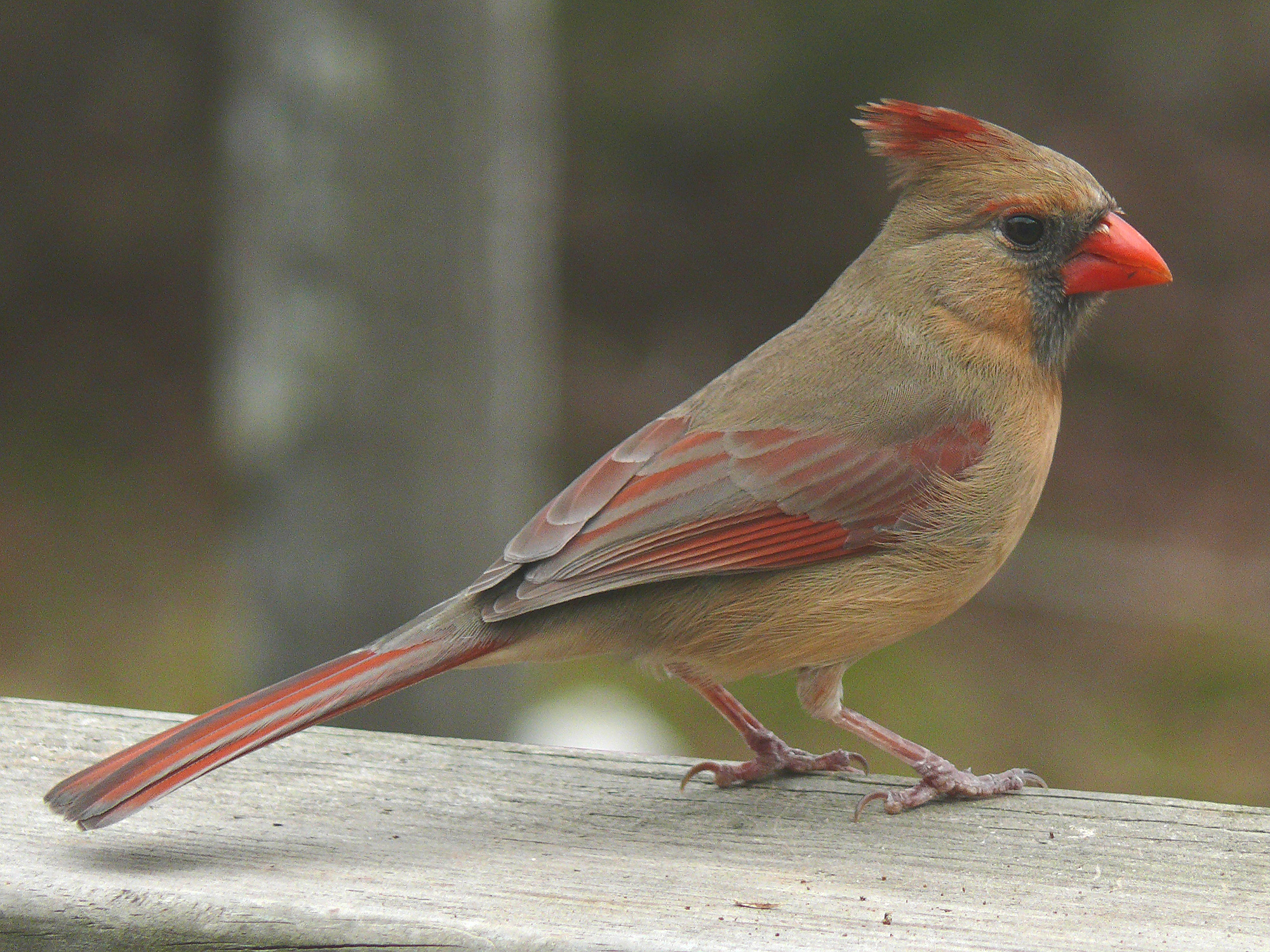
La hembra es similar físicamente al macho, pero carece de su brillante color rojo.

El cardenal norteño (Cardinalis cardinalis), también conocido como cardenal rojo. O simplemente cardenal, es una especie de ave paseriforme de la familia Cardinalidae que vive en Centro y Norteamérica. Habita desde el sur de Canadá y Belice hasta el centro occidente de Venezuela, pasando por la parte oriental de los Estados Unidos desde Maine hasta Texas y por México. Se le puede encontrar en bosques, jardines y pantanos.
El cardenal norteño es un pájaro cantor de tamaño medio con una longitud corporal de 21-23 cm. Tiene un distintivo penacho y una máscara en la cara que es negra en el macho y gris en la hembra. Presenta dimorfismo sexual en su coloración; el plumaje del macho es rojo brillante, mientras que el de la hembra es de un tono opaco que mezcla rojo y café. El cardenal norteño es predominantemente granívoro, pero también se alimenta de insectos y fruta. El macho tiene un comportamiento territorial, delimitando su territorio con su canto. Como parte de su cortejo, el macho alimenta a la hembra de pico a pico con semillas. Se producen de dos a cuatro puestas por año, cada una de entre tres y cuatro huevos. Esta especie fue  apreciada como mascota, pero su venta como pájaro de jaula se encuentra prohibida en los Estados Unidos desde 1918.

## Taxonomía
El cardenal norteño es una de las tres especies incluidas dentro del género Cardinalis (junto con el cardenal pardo y el cardenal bermellón) que pertenece a la familia Cardinalidae, la cual está conformada por pájaros que habitan tanto en América del Norte y América del Sur.
El cardenal fue una de las muchas especies descritas originalmente por Carlos Linneo en su obra del siglo XVIII, Systema Naturae. Inicialmente fue incluido en el género Loxia, el cual contiene a los piquituertos. En 1838, fue trasladado al género Cardinalis y recibió el nombre científico Cardinalis virginianus, que significa "cardenal de Virginia". En 1918, su nombre científico cambió a Richmondena cardinalis en honor a Charles Wallace Richmond, un ornitólogo estadounidense, y en 1983 fue modificado de nuevo, por el actual Cardinalis cardinalis, cambiando el nombre vulgar a "cardenal rojo" o "cardenal norteño" para evitar confusiones con las otras siete especies denominadas cardenales.
Su nombre vulgar, así como el científico, hacen referencia a los cardenales de la Iglesia católica, quienes usan distintivas prendas de color rojo. El término "norteño" en el nombre vulgar se refiere a su distribución, pues es el único cardenal que habita en el Hemisferio Norte.

### Subespecies
El cardenal norteño cuenta con diecinueve subespecies:
- Cardinalis cardinalis canicaudus
- Cardinalis cardinalis cardinalis
- Cardinalis cardinalis carneus
- Cardinalis cardinalis clintoni
- Cardinalis cardinalis coccineus
- Cardinalis cardinalis flammiger
- Cardinalis cardinalis floridanus
- Cardinalis cardinalis igneus
- Cardinalis cardinalis littoralis
- Cardinalis cardinalis magnirostris
- Cardinalis cardinalis mariae
- Cardinalis cardinalis phillipsi
- Cardinalis cardinalis saturatus
- Cardinalis cardinalis seftoni
- Cardinalis cardinalis sinaloensis
- Cardinalis cardinalis superbus
- Cardinalis cardinalis townsendi
- Cardinalis cardinalis yucatanicus

## Morfología
El cardenal norteño es un ave de tamaño medio cuyo cuerpo mide entre 21 y 23 cm, posee una envergadura de 25 a 31 cm, y pesa aproximadamente 45 g. El macho es ligeramente más grande que la hembra, y tiene un plumaje de color rojo carmesí brillante, más opaco en la espalda y en las alas, pero carece de él en la cara, donde tiene una "máscara" de color negro en la zona que va desde los ojos hasta la parte superior del pecho. La hembra es de color beige con tonalidades grises y cafés y ligeramente rojizas en las alas, el penacho y la cola, siendo su máscara entre gris y negra y menos definida que la del macho. Ambos sexos poseen prominentes penachos y fuertes picos de color coral brillante y forma cónica. Los ejemplares jóvenes, tanto machos como hembras, muestran un plumaje similar al de las hembras adultas hasta el primer otoño de su vida, época en que lo mudan para permitir que les crezca el plumaje de adulto. Los jóvenes son cafés en la parte superior y cafés rojizos en la parte inferior, con penacho, frente, alas y cola de color rojo ladrillo, mientras que las patas y las garras son de una tonalidad café-rosa oscura y el iris de los ojos es de color café.
El color del plumaje de los machos lo producen unos pigmentos carotenoides presentes en su dieta. La coloración es producida tanto por pigmentos rojos como por pigmentos carotenoides amarillos. El macho posee la habilidad de metabolizar pigmentos carotenoides para crear la pigmentación del plumaje de un color diferente al del pigmento ingerido, por lo que cuando los machos se alimentan únicamente de pigmentos amarillos, se vuelven de color rojo pálido, en lugar de volverse amarillos.

## Distribución y hábitat
El cardenal rojo es abundante en el este de los Estados Unidos desde el estado de Maine hasta Texas y en Canadá en las provincias de Ontario, Quebec y Nueva Escocia. Su área de distribución se extiende hacia el oeste hacia la frontera entre Estados Unidos y México y hacia el sur a través de la zona costera oriental de México pasando por el istmo de Tehuantepec y llegando hasta el norte de Guatemala, Belice, Colombia y Venezuela. Fue introducido en las Bermudas en 1700. También ha sido introducido en Hawái y el sur de California. En la península ibérica se ha citado como especie ocasional potencialmente invasora.
Su hábitat natural son los bosques, los jardines y los pantanos. Esta ave reside permanentemente en su área de distribución, es decir, no es ave migratoria, aunque puede trasladarse a otros sitios para eludir el clima extremo o si la comida escasea.

## Comportamiento

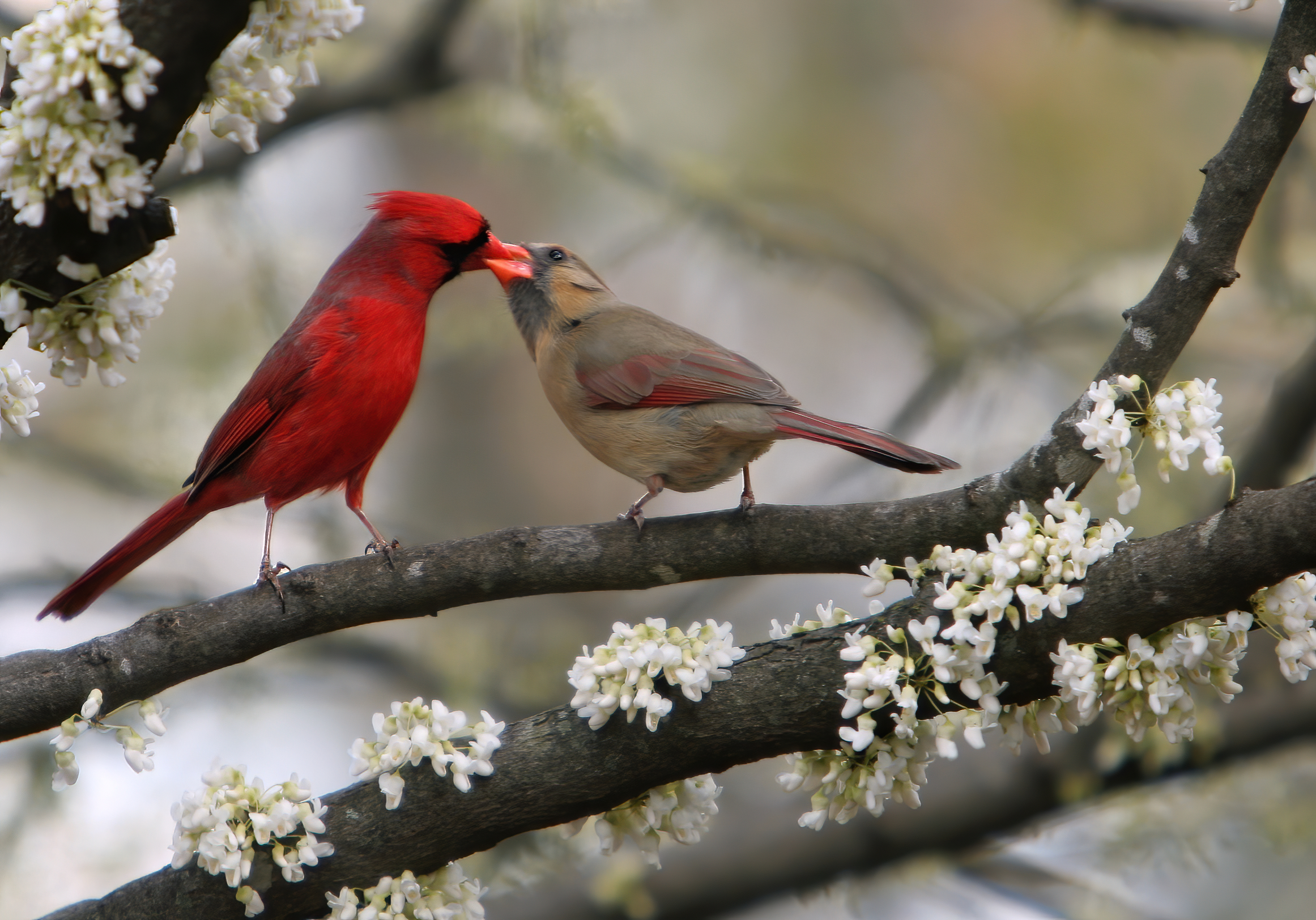
Como parte de su apareamiento, el macho suele alimentar a la hembra.

El cardenal rojo es un ave territorial. El macho canta con un silbido fuerte y claro desde la copa de un árbol u otro punto elevado para delimitar su territorio. Puede perseguir y agredir a otros machos que ingresen a su territorio. El cardenal norteño aprende sus canciones, y como resultado las canciones varían regionalmente. Es capaz de distinguir fácilmente el sexo de otro cardenal norteño que se encuentre cantando tan solo por su canción. Ambos sexos cantan patrones de canciones claros, los cuales son repetidos varias veces, y después varían.
El cardenal rojo tiene una señal de alerta distintiva, un rápido sonido metálico que suena como 'chip'. Esta alerta se suele dar cuando un depredador se acerca al nido, a fin de advertirle a la hembra y a los polluelos. En algunos casos también producen una serie de notas agudas. La frecuencia y el volumen de estas notas incrementan en proporción a la amenaza.
Los cardenales norteños son amenazados por una gran variedad de depredadores nativos de Norteamérica. Entre ellos están el azor de Cooper, el alcaudón testarudo, el alcaudón real, la ardilla gris, el búho chico y el autillo oriental. Los depredadores de los polluelos y los huevos incluyen a la falsa coral, la serpiente corredora, la urraca azul, la ardilla zorra, la ardilla roja y la ardilla listada del oriente.

### Dieta
La dieta del cardenal norteño consiste principalmente (más del 90 %) en semillas de hierbas, granos y frutas. Se alimenta de lo que encuentra en el suelo y busca su comida mientras da saltos en la tierra a través de árboles o arbustos. También come escarabajos, cigarras, saltamontes, caracoles, frutos y bayas silvestres, maíz, avena, semillas de girasol, las flores y la corteza de olmos, y bebe la savia de los arces a través de hoyos hechos por chupasavias, un ejemplo de comensalismo. Durante el verano, muestra preferencia por semillas a las que se les puede quitar la cáscara fácilmente, pero es menos selectivo durante el invierno, cuando la comida es escasa. El cardenal norteño también se alimenta de insectos y alimenta a los jóvenes casi exclusivamente con insectos.

### Reproducción

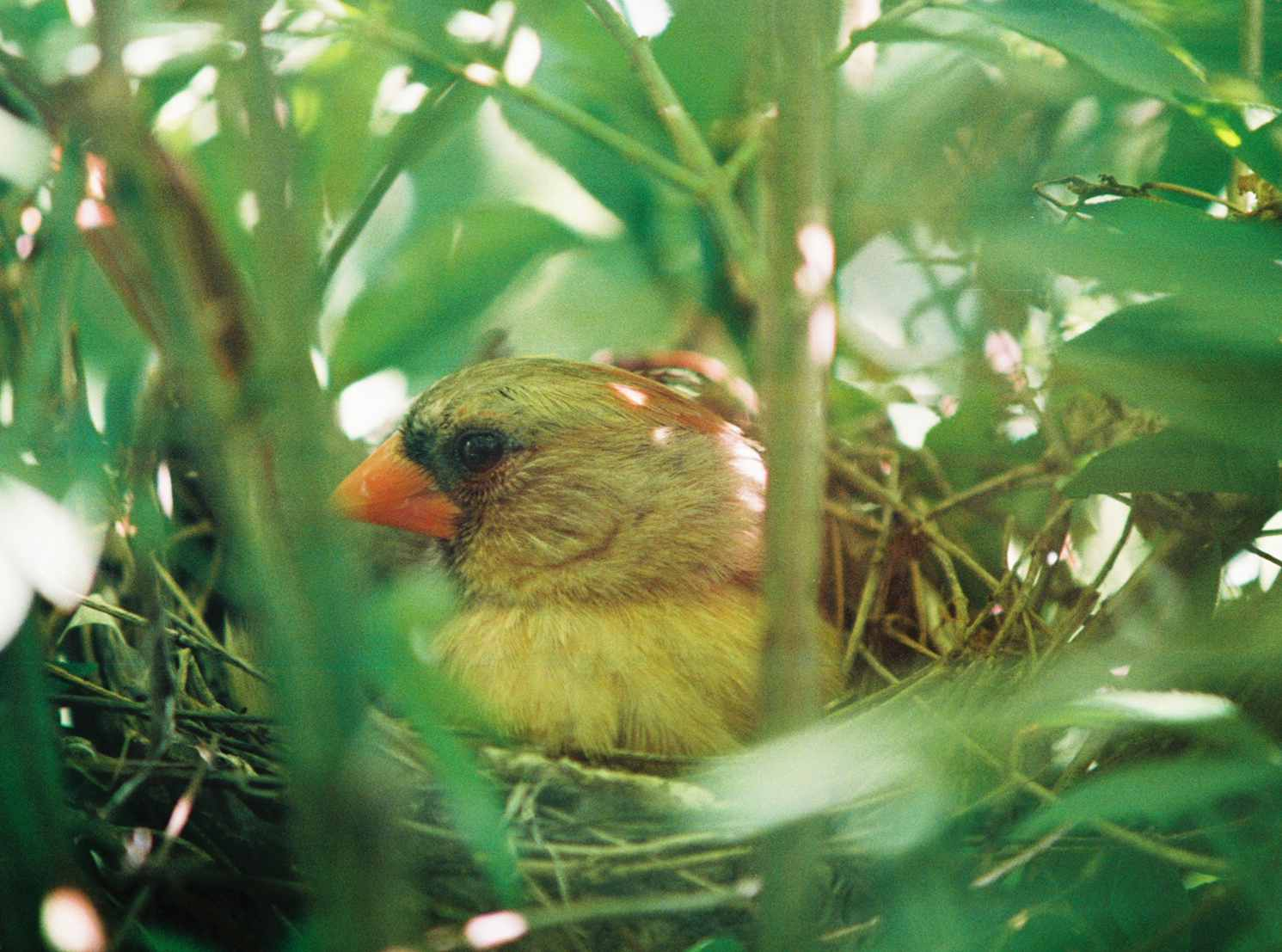
Hembra empollando.

Los cardenales emparejados con frecuencia viajan juntos, y en ocasiones cantan juntos antes de comenzar a anidar. Durante el cortejo también pueden presentar un comportamiento afectivo donde el macho recolecta alimento y se lo lleva a la hembra, alimentándola de pico a pico. Si el apareamiento es exitoso, esta práctica puede continuar a lo largo del periodo de incubación.
La hembra construye un nido en un sitio bien oculto dentro de un arbusto denso o un árbol no muy alto, a una altura de entre 1 y 3 m del suelo. El nido se fabrica con ramillas delgadas, tiras de corteza y hierba, forrado también con hierba u otras fibras vegetales. Los huevos son blancos, con un ligero tinte verde, azul o café, y están marcados con manchas grises, cafés o lavanda que son más grandes alrededor del extremo más ancho. El cascarón es liso y ligeramente brillante. Cada puesta se compone de entre tres y cuatro huevos. Los huevos miden aproximadamente 1 x 0,75 pulgadas. La hembra generalmente incuba los huevos, aunque raras veces el macho incuba por breves períodos. La incubación dura de doce a trece días. Las plumas comienzan a crecerle a los polluelos diez u once días después del nacimiento. Cada año los padres crían dos, tres o a veces cuatro nidadas. El macho cuida y alimenta a los polluelos mientras la hembra incuba la siguiente puesta.
El cardenal silvestre más longevo registrado vivió al menos quince años y nueve meses, aunque un ejemplar criado en cautiverio llegó a vivir veintiocho años y medio. La tasa anual de supervivencia de los cardenales norteños adultos se ha estimado en 60-65 %, no obstante, al igual que en otros pájaros, la alta mortalidad de los ejemplares jóvenes implica que su periodo de vida promedio es de tan solo un año.

## Relación con el ser humano

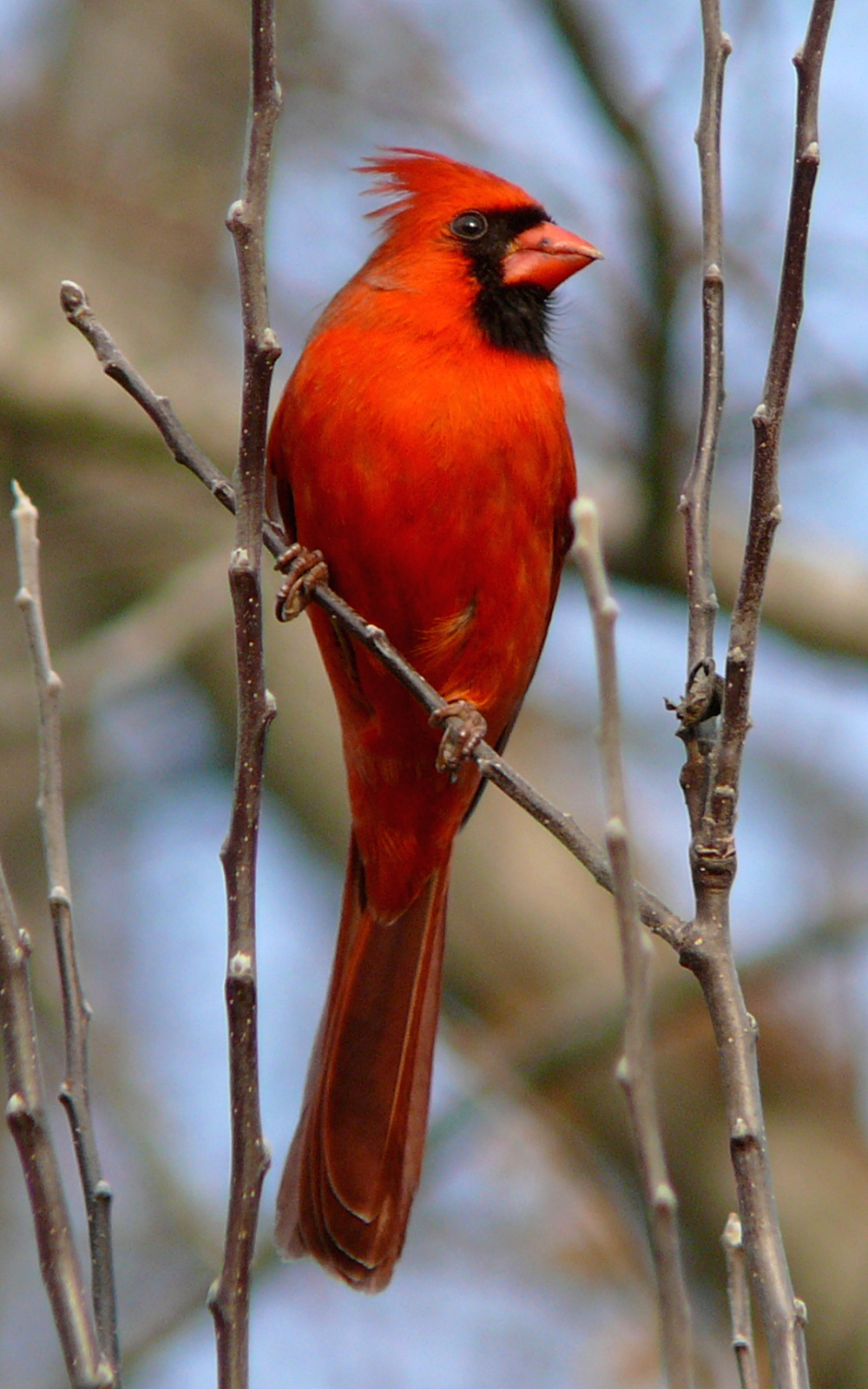
Cardenal posado sobre una rama.

El cardenal norteño puede ser hallado en áreas residenciales a lo largo de su zona de distribución. Los observadores de aves lo atraen utilizando comederos con semillas, particularmente de girasol. Aunque hay cierta controversia alrededor de la alimentación de aves, un incremento en esta práctica por parte de los humanos generalmente ha sido benéfico para esta especie. Se encuentra clasificada como una especie "No amenazada" en la Lista Roja de la IUCN. Tiene un área de distribución global estimada de 5 800 000 km2 y una población global que se piensa es de alrededor de cien millones de ejemplares. La población aparentemente permanece estable y no ha cruzado el umbral para ser considerada una especie amenazada, para lo que se requiere una disminución de más del 30 % en diez años o tres generaciones. Alguna vez se le apreció como mascota debido a su color brillante y distintivo canto. En los Estados Unidos, esta especie recibe protección legal especial gracias al Migratory Bird Treaty Act de 1918, la cual también prohíbe su venta como pájaro de jaula. También se encuentra protegido por la Convención para la Protección de Aves Migratorias de Canadá. Es ilegal tomar, matar o poseer cardenales norteños, y la violación de la ley es punible por una multa de hasta quince mil dólares estadounidenses y encarcelamiento de hasta seis meses.

## Cardenal del sur o de copete
En el Cono sur se suele llamar también popularmente cardenal al cardenal de copete o de cabeza roja (especie Paroaria coronata).